# Tamara Mavsar
Tamara Mavsar (n. 1 aprilie 1991, în Ljubljana) este o handbalistă slovenă care joacă pentru clubul RK Krim și echipa națională a Sloveniei pe postul de extremă stânga.

## Palmares
- Campionatul Sloveniei:
  - Câștigătoare: 2009, 2010, 2011, 2012, 2013, 2014
- Cupa Sloveniei:
  -  Câștigătoare: 2009, 2010, 2011, 2012, 2013, 2014
- Liga Campionilor EHF:
  - Semifinalistă: 2013